# Spaciopilote 3000
Spaciopilote 3000 (Space Pilot 3000, littéralement Pilote de l'espace 3000) est l'épisode pilote de la série télévisée d'animation Futurama. Il fut diffusé pour la première fois en Amérique du Nord le 28 mars 1999 sur le réseau américain Fox.
L'épisode est centré sur la cryogénisation du personnage central de la série, Philip J. Fry, ainsi que sur les événements qui suivront son réveil 1 000 ans plus tard. On y voit apparaître les personnages récurrents de la série dans un univers futuriste inspiré des classiques de la science fiction comme Star Trek ou Les Jetson. L'épisode pose aussi les jalons de plusieurs intrigues à venir dans la série, intrigues que l'on retrouvera dans les saisons trois et quatre.
L'épisode fut écrit par David X. Cohen et Matt Groening, et réalisé par Rich Moore et Gregg Vanzo. Dick Clark et Leonard Nimoy interprétèrent chacun leur propre rôle au cours de l'émission qui reçut généralement de bonnes critiques. Un certain nombre notèrent que malgré un épisode de démarrage assez lent, la série méritait d'être regardée.

## Synopsis
Le 31 décembre 1999, Philip J. Fry, un jeune livreur de pizza malchanceux de New York, doit effectuer une livraison à un certain I.C Faithavoir.
Il découvre un centre de cryogénisation. A minuit, il tombe accidentellement (a priori) dans un caisson cryogénique et se fait congeler. Il se réveille le 31 décembre 2999 et découvre le futur.
New York est maintenant devenu New New York. Philip rencontre Turanga Leela, une cyclope dont le métier consiste à attribuer leur nouveau travail aux décongelés. Fry refuse le métier de livreur qu'elle vient de lui attribuer et s'enfuit.
À la recherche de son seul parent survivant, le Professeur Hubert Farnsworth, Fry se lie d'amitié avec Bender, un robot suicidaire qui a lui-même abandonné son travail de tordeur de poutrelles pour cabine à suicide. Après une course poursuite qui les emmène au musée des Têtes et dans les ruines souterraines du vieux New York, ils finissent par se faire capturer par Leela. Contre toute attente, elle sympathise avec eux - elle aussi déteste son travail- et décide alors de démissionner.
Les trois compères retrouvent le Professeur Hubert Farnsworth, l'arrière (x30)-petit-neveu de Fry, âgé de 159 ans, qui a fondé la compagnie de livraison inter-galactique Planet Express. Grâce au professeur, les trois déserteurs échappent à la police en s'envolant dans le vaisseau spatial "Planet Express" au milieu des feux d'artifice du nouvel an. 
Alors que l'année 3000 commence, Farnsworth engage les trois amis comme nouvel équipage du vaisseau et Fry peut fêter son nouveau boulot : livreur.

## Invités et têtes célèbres

### Invités
- Dick Clark
- Leonard Nimoy

### Têtes célèbres
- Leonard Nimoy, acteur, producteur et aussi chanteur américain.
- Richard Nixon, 37e président des États-Unis
- Dick Clark, producteur et acteur américain
- Matt Groening, créateur de la série Futurama et Les Simpson
- George Washington, 1re président des États-Unis
- Bill Clinton, 42e président des États-Unis
- George H. W. Bush, 41e président des États-Unis
- Grover Cleveland, 22e et 24e président des États-Unis
- Barbra Streisand, chanteuse, actrice, réalisatrice et productrice américaine.